# Гавуту
Гавуту (англ. Gavutu) — маленький остров в составе архипелага Острова Нггела. Административно относится к Центральной провинции Соломоновых Островов.
Остров имеет овальную форму, вытянут с севера на юг на 520 метров, с запада на восток — на 260 метров, площадь — около 0,1 км², наивысшая точка находится на отметке 31 метр над уровнем моря. С севера Гавуту фактически соединён с островом Танамбого: с одного острова на другой легко можно попасть бродом. Гавуту не имеет постоянного населения, он полностью покрыт лесом, в северной части острова сооружён причал для небольших судов.
Первое задокументированное свидетельство об обнаружении острова европейцами относится к 16 апреля 1568 года, когда он был обнаружен экспедицией испанца Альваро Менданья де Нейра.

Гавуту, наряду с Танамбого, играл заметную роль в Битве за Тулаги, Гавуту и Танамбого, с 5 мая по 9 августа 1942 года находился под контролем японцев, пока не был освобождён 2-м морским полком американцев.